# Pamlény
Pamlény é um município da Hungria, situado no condado de Borsod-Abaúj-Zemplén. Tem 12,4 km² de área e sua população em 2015 foi estimada em 41 habitantes.